# Eugenio Porrati
Eugenio Porrati (Valenza, 14 gennaio 1893 – Milano, 24 dicembre 1952) è stato un calciatore italiano.

## Carriera
Esordisce in massima serie nella stagione 1913-1914 con la squadra Alessandria, diventando così uno dei primi portieri della storia dei grigi. Porrati spesso usciva fuori porta alla caccia del pallone e aveva un grande salto. La sua partita più ricordata nell'Alessandria risulta essere quella esterna contro la Pro Vercelli, quando, reduce da un infortunio al perone causato da uno scontro in campo, tornò dopo mesi proteggendo la propria porta: alla fine di quella gara i tifosi gli regalarono una medaglia. Tra il 1913 ed il 1921 Porrati gioca complessivamente 35 partite in prima divisione con i Grigi.
Nella stagione 1921-1922 si trasferisce al Milan, disputando 2 partite, la prima contro lo Spezia e la seconda contro il Mantova, subendo in totale 3 goal. Al termine della stagione si ritira dal calcio giocato.
Muore nel 1952 a Milano.